# Omid

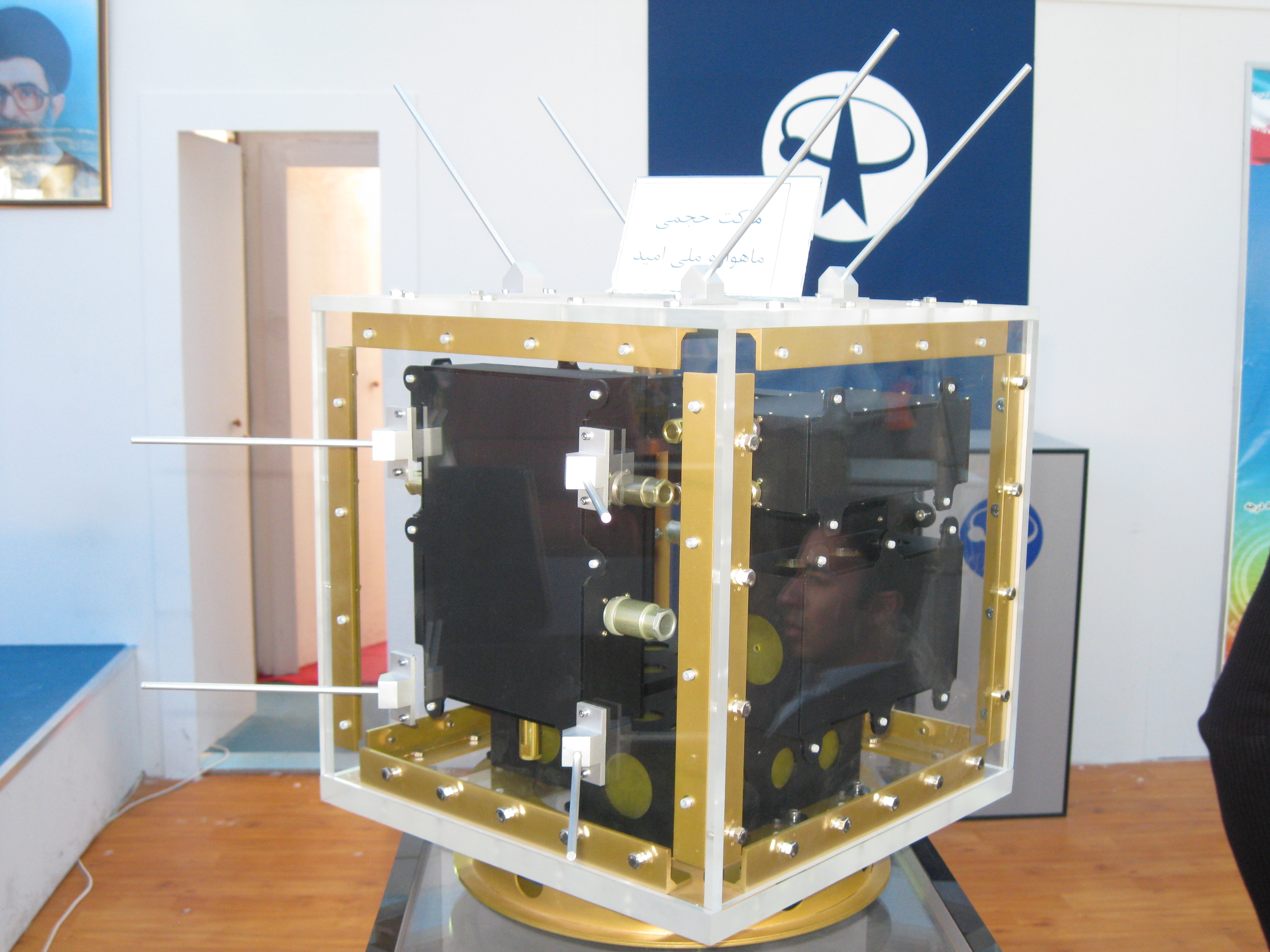
Satélite iraní Omid

Omid (en persa: امید, "esperanza") es el primer satélite artificial de producción y lanzamiento completamente iraní. Fue lanzado desde la provincia de Semnán, según informes de la televisión estatal iraní, el 2 de febrero de 2009 mediante la lanzadera espacial Safir II y puesto en una órbita baja. Tanto el satélite como el cohete lanzadera Safir II con el que ha sido colocado en el espacio han sido diseñados y fabricados por ingenieros de la industria aeronáutica de Irán. Esta fecha de lanzamiento coincidió con la celebración del trigésimo aniversario de la Revolución iraní. La función de este satélite, según el gobierno de Irán, es procesar información, investigar y mejorar las telecomunicaciones.
En el discurso de apertura de un nuevo centro espacial, el 4 de febrero de 2008, el presidente de Irán Mahmud Ahmadineyad anunció que Omid sería lanzado en un "futuro cercano". El 17 de agosto de ese año, altos cargos iraníes informaron de que se había llevado a cabo con éxito una prueba de la lanzadera espacial aunque negaron que el satélite ya se hubiese puesto en órbita.
Omid es el segundo satélite iraní en órbita, ya que en 2005 ya se había lanzado el Shina-1, pero este en colaboración con Rusia.